# Tawāf

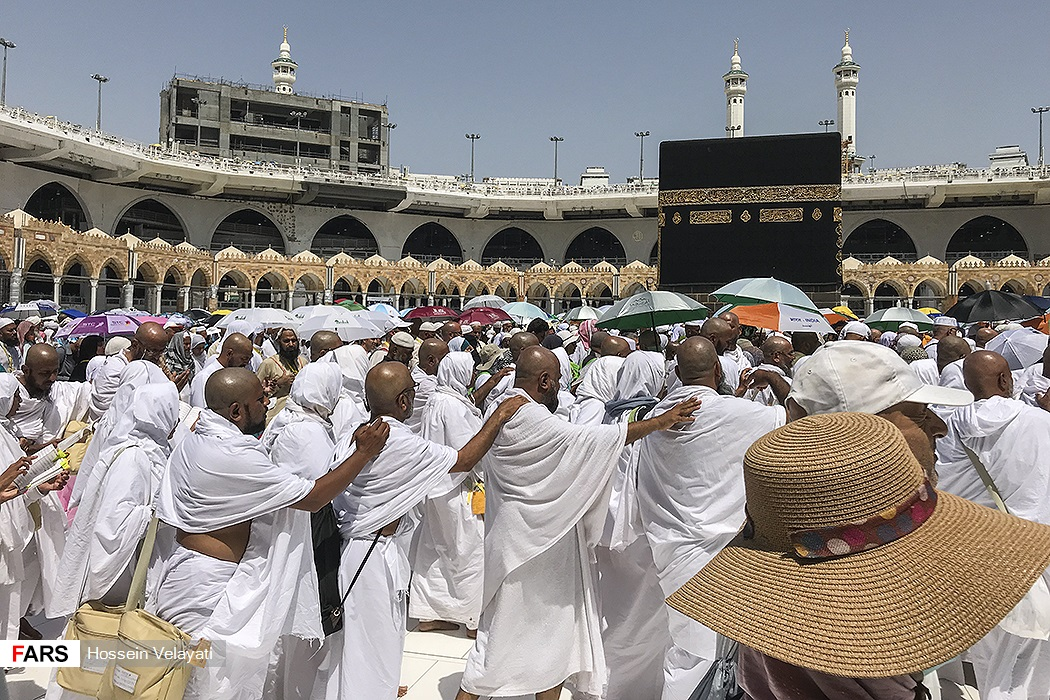
Muslime beim Tawāf 2018

Tawāf (arabisch طواف, DMG Ṭawāf) ist die siebenmalige Umkreisung der Kaaba in Mekka. Sie findet üblicherweise im Rahmen des Haddsch oder der Umra statt, kann aber auch separat davon im Rahmen eines längeren Aufenthaltes in Mekka vollzogen werden. Sie ist nur dann gültig, wenn sich die betreffende Person in einem Zustand der rituellen Reinheit befindet. Der Tawāf wird am Schwarzen Stein begonnen und im Gegenuhrzeigersinn vollzogen. Die ersten drei Umkreisungen sollen im Laufschritt (ramal) zurückgelegt werden, bei jedem Passieren soll der Schwarze Stein geküsst oder berührt werden oder, wenn dies wegen des Gedränges nicht möglich ist, soll man die Hand in seine Richtung ausstrecken. Nach dem Ende der Umkreisung ist ein Gebet mit zwei Rakʿas zu verrichten. Der Platz in der al-Harām-Moschee, auf dem man den Tawāf vollzieht, wird Matāf genannt.

## Geschichte
In vorislamischer Zeit wurde der Umlauf um die Kaaba vielfach auch nackt vollzogen. In der Sure 7:31 soll diese Verhaltensweise den Anhängern des Propheten Mohammed verboten worden sein.
Noch in der islamischen Frühzeit gab es den Brauch, Frauen, die verheiratet werden sollten, und Sklavinnen, die verkauft werden sollten, unverschleiert in vollem Schmuck den Tawāf vollziehen zu lassen, um so potentiellen Brautwerbern bzw. Käufern die Möglichkeit zu geben, die betreffenden Frauen zu betrachten. Umar ibn al-Chattab soll den Verkauf von Sklavinnen auf diese Weise befürwortet haben. Anfang des 8. Jahrhunderts soll der mekkanische Rechtsgelehrte ʿAtāʾ ibn Rabāh diese Art des Schau-Tawāfs für freie Frauen dagegen abgelehnt haben. Auch führte um diese Zeit der umayyadische Gouverneur Chālid al-Qasrī eine Trennung der Geschlechter beim Tawaf ein. In der Zeit des abbasidischen Kalifen al-Ma'mun (813–833) wurde täglich nach dem Nachmittagsgebet eine spezielle Zeit für den Tawāf der Frauen reserviert. Ziel dieser Regeln war es, dem Heiligen Bezirk von Mekka größere Würde zu verleihen und den Tawāf zu einer Zeremonie größerer Seriosität zu machen.
Eine ähnliche Tendenz lässt sich bei der Frage vokaler Äußerungen erkennen. Während aus Überlieferungen aus der islamischen Frühzeit bekannt ist, dass während des Tawāf noch gesungen oder Gedichte rezitiert wurden, hat sich im Laufe der Zeit die Auffassung durchgesetzt, man solle während des Tawāf schweigen oder das Sprechen auf "gute Rede" beschränken.
Von dem abbasidischen Kalifen al-Mansūr und verschiedenen frommen Gelehrten wie Sufyān ibn ʿUyaina (st. 814) wird überliefert, dass ihnen, während sie den Tawāf vollzogen, Chidr erschien.